# Кластична структура
Кластична структура (рос. кластическая структура, англ. clastic texture, fragmental texture; нім. klastische Struktur f) – загальна назва структур осадових гірських порід, які складаються з гострокутних та округлих уламків, несортованих за розмірами. Син. – уламкова структура.
Дотичний термін
КЛАСТОГЕННИЙ,(рос. кластогенный, англ. clastic, нім. klastogen) – утворений з уламків гірських порід.